# Långören, Borgå och Sibbo
Långören är en ö i Finland. Den ligger i Finska viken och i kommunerna Borgå och Sibbo i landskapet Nyland, i den södra delen av landet. Ön ligger omkring 25 kilometer öster om Helsingfors.
Öns area är 0,3 hektar och dess största längd är 110 meter i öst-västlig riktning.